# Productes mesoamericans a Europa

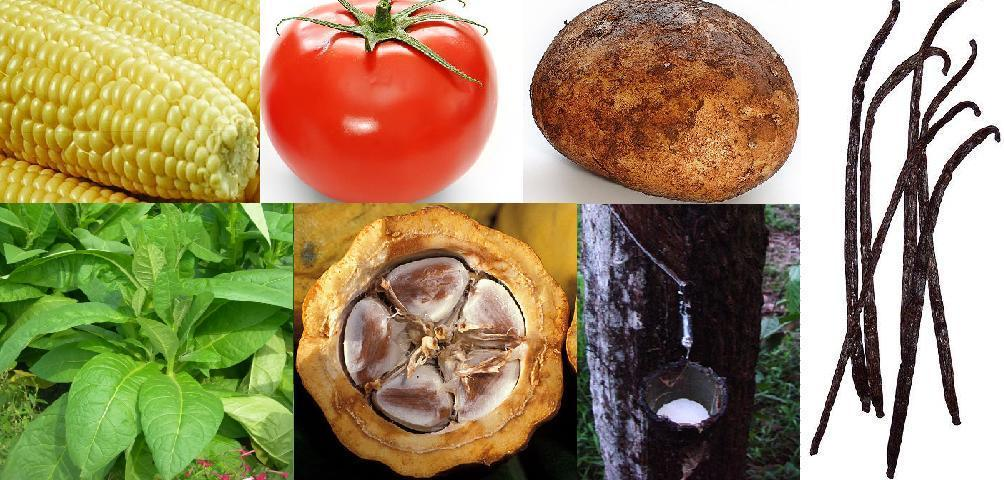
Plantes natives del Nou Món. En sentit horari, des de dalt a l'esquerra: 1. Blat de moro (Zea mays) 2. Tomàquet (Solanum lycopersicum) 3. Patata (Solanum tuberosum) 4. Vainilla (vainilla) 5. Arbre del cautxú de Pará (Hevea brasiliensis) 6. Cacau (Theobroma cacao) 7. Tabac (Nicotiana rustica)

Els productes mesoamericans portats a Europa van tenir un efecte únic en les societats europees, inicialment a Espanya i Portugal. La introducció dels "aliments miracle" americans va ser fonamental per treure la població europea de la fam habitual al segle XVI. El blat de moro, les patates, el gall dindi, la carbassa, les mongetes i els tomàquets es van incorporar als estils de cuina espanyola i portuguesa existents. Igualment important va ser l'impacte primer de la canya de sucre i després del cafè, tornats a importar des del Nou Món, tot i que havien estat transplantats des del Vell Món, que ells no en tenien.

Productes mesoamericans

Juntament amb l'impacte dels aliments, la introducció de nous productes (com el tabac) també va alterar el funcionament de la societat europea. Es poden classificar els impactes d'aquests béns i aliments del Nou Món en funció de la seva influència sobre l'estat, l'economia, les institucions religioses i la cultura de l'època. El poder i la influència de l'estat van créixer a mesura que les entitats externes (és a dir, altres nacions europees) van passar a dependre d'Espanya per a aquests nous béns a principis del segle XVI. Les economies tant de Portugal com d'Espanya van veure un enorme augment de poder com a resultat del comerç d'aquests béns americans.

## Productes de luxe
Diversos dels béns i aliments portats al Vell Món apel·laven als gustos fastuosos de les classes altes. Les dificultats per aconseguir aquests productes els van portar a optar per preus més alts i el seu estatus d'elit entre els rics.

### Cacau

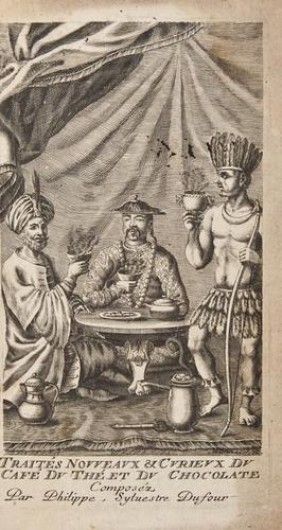
"Traités nouveaux & curieux du café du thé et du chocolate", de Philippe Sylvestre Dufour, 1685.

La xocolata va ser, amb diferència, un dels béns més influents del Nou Món en la societat espanyola, i després europea. A la dècada de 1590, la xocolata tenia una presència important a la península Ibèrica. El creixent hàbit de la xocolata a Espanya va provocar una transmissió intercultural dels gustos (com la vainilla, el pebre, el color vermell i una escuma espumosa similar a la que es troba a la xocolata). El gust per la xocolata es va difondre de baix a dalt a mesura que els colons i els conqueridors van trobar nous gustos autòctons. Els espanyols d'Amèrica que inicialment es van trobar amb el líquid de xocolata van tenir reaccions diverses, però l'amor pel nou gust es va estendre ràpidament a la mateixa península Ibèrica.
El mètode amb què es va estendre la popularitat de la xocolata va canviar quan va arribar a la península. El cacau era necessari per a la xocolata, però també es feia servir de moneda a tota Mesoamèrica, fet que demostra la seva condició de bé preuat a tota la regió. Si un plebeu en begués, es considerava gairebé tan dolent com un mal presagi. La xocolata va començar a formar una relació amb la gent que es trobava en casaments i altres festes. La classe alta a Espanya abraçaria aquest desig de xocolata fins al punt que les classes baixes van intentar emular-les. Per als nadius, la xocolata s'omplia de significat religiós mentre jugava el paper de droga per als espanyols. És interessant la distinció entre com les dues societats van percebre el paper de l'ús de la xocolata.
Els nadius van veure aquest líquid a través de la lent del significat religiós mentre que els espanyols van veure els beneficis econòmics i culinaris. A la dècada de 1620, milers de lliures de xocolata s'importaven a Espanya cada any. Els components de la xocolata europea van evolucionar amb el temps a mesura que els espanyols van intentar modificar la fórmula per reflectir els recursos disponibles (com afegir sucre com a edulcorant en lloc de mel). La xocolata va començar un article fastuós en les dietes de la noblesa espanyola, però finalment es va convertir en un producte accessible per a tots els membres de la societat espanyola. Mentre que l'interès inicial per la xocolata per als espanyols es va veure obstaculitzat per estigmes negatius (és a dir, que beure xocolata era una forma d'idolatria), la xocolata es va convertir en un dels béns més desitjats i influents del Nou Món.

### Tabac i rapè

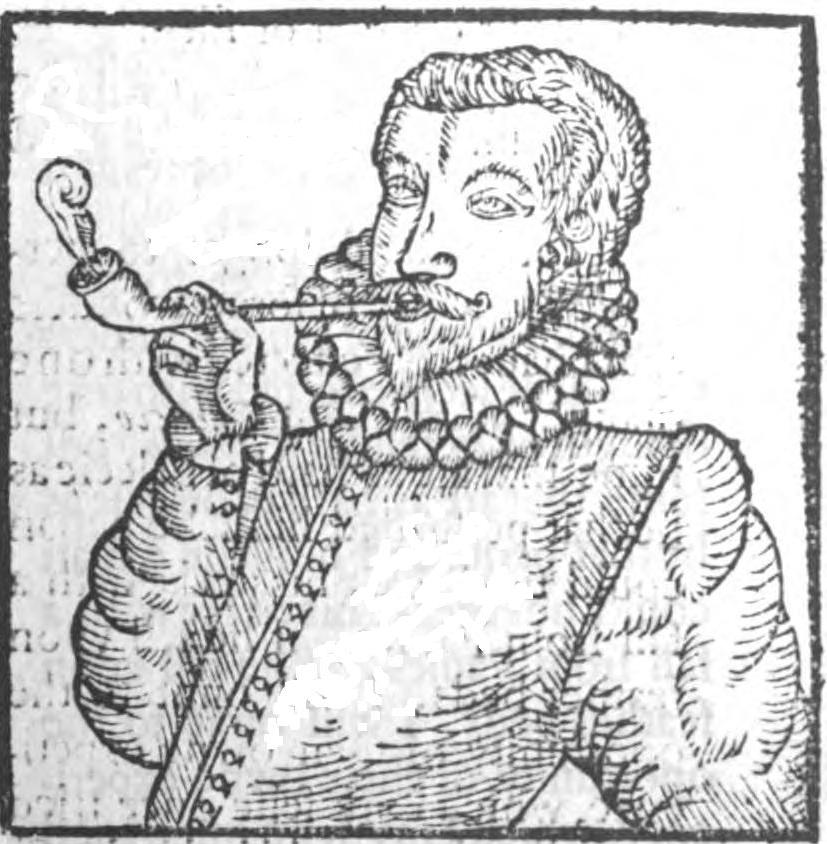
La imatge més antiga d'un home fumant, de Tabaco d' Anthony Chute.

Com se sap avui dia més que mai, el tabac te qualitats molt addictives. L'addicció insidiosa del tabac va provocar una demanda cada cop més destacada d'aquest producte en el comerç del Nou Món. La planta era fumada inicialment per tribus natives d'Amèrica amb finalitats cerimonials. Es creia que era un regal dels déus i era utilitzat principalment pels líders religiosos. Els espanyols van canviar aquesta dinàmica del cultiu quan van començar a comercialitzar el tabac tant per fumar com en forma de rapè. La demanda de tabac va estimular les xarxes comercials espanyola i portuguesa i va augmentar el poder ibèric en el comerç mundial. A partir de sir Walter Raleigh, el comerç del tabac va dominar les economies del sud-est d'Amèrica del Nord juntament amb el cotó, fins a arribar al punt àlgid de la popularitat del cotó en el comerç mundial.

### Vainilla
La vainilla, un aroma derivat de les orquídies del gènere Vanilla, va ser portada per primera vegada a Espanya a la dècada de 1520 per Cortès després de la seva conquesta de l' Imperi asteca. Els asteques havien començat a cultivar la planta després de la submissió dels pobles totonecs de l'actual Mèxic.
La vainilla es va popularitzar ràpidament com a edulcorant a Espanya i després a la resta d'Europa. Juntament amb la xocolata, va començar a ser un desig de sabors del Nou Món. El cultiu finalment es va estendre a la resta de la societat europea i s'ha convertit en un bé comú increïble a la societat europea. Fins i tot es podria argumentar que havia assolit l'estatus d'aliment bàsic per a la societat europea.

### Cautxú
El cautxú va ser conreat originalment pels olmeques de Mesoamèrica. Això es feia generalment drenant la saba dels arbres del cautxú. El cautxú no va tenir un impacte primerenc notable a Europa fins que es va poder vulcanitzar al segle XIX. Tanmateix, l'arbre del cautxú de Pará inicialment només creixia a la selva amazònica, no seria fins al segle XIX que l'arbre es va poder cultivar en una zona no brasilera a partir de 1876, quan l'anglès Henry Wickham va portar 70.000 llavors d'hevea brasiliensis al Regne Unit, i els anglesos davant la demanda les van plantar a les colònies britàniques del sud-est asiàtic. Així es va trencar el monopoli brasiler del cautxú, que havia durat des de 1736.

## Aliments bàsics
Diversos aliments que provenien del Nou Món es van convertir ràpidament en productes bàsics a Europa. Exemples de dependència europea dels aliments mesoamericans es poden trobar a Irlanda amb la patata i a Itàlia amb el tomàquet.

### Blat de moro

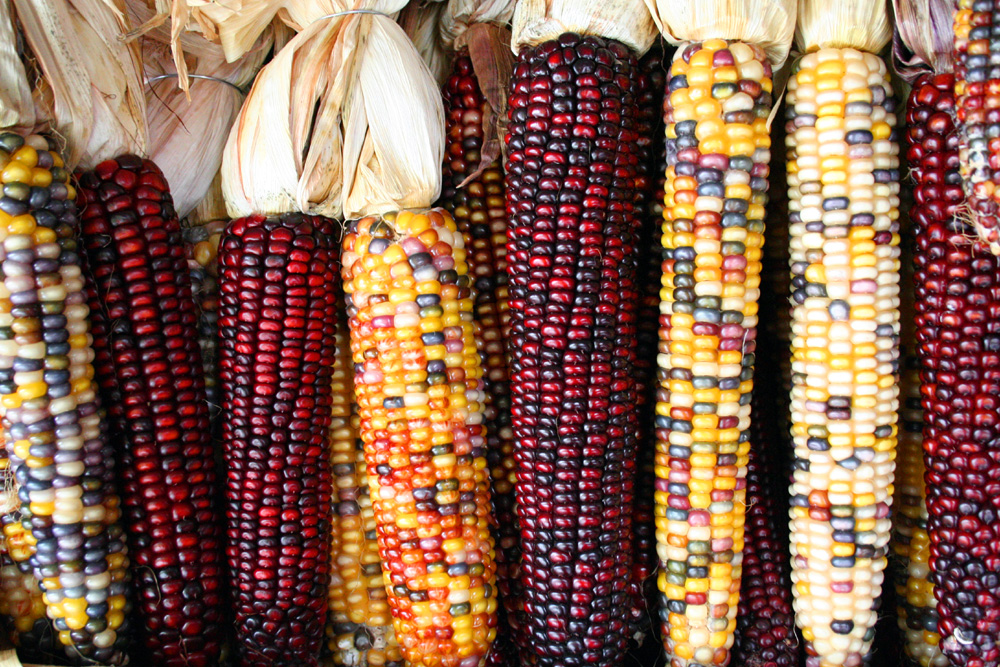
Espigues de blat de moro variades

Colom va trobar i va observar el cultiu del blat de moro en tots els seus viatges. Els asteques i els maies d'Amèrica Central havien practicat durant molt de temps diverses formes de cultiu abans de la seva introducció a Europa. Diferents comerciants van portar el blat de moro a Europa al segle XVI on, a causa de la seva capacitat de créixer en regions variades, la popularitat del seu cultiu es va estendre ràpidament. El blat de moro es va convertir en un cultiu fonamental a l'Imperi Turc i als Balcans a mitjans del segle XVI, fins al punt d'esdevenir una necessitat per als exèrcits otomans en creixement i es va destacar per les seves collites molt productives. El fet que el blat de moro hagués arribat a l'Imperi Otomà a mitjans del segle XVI, sens dubte, suggereix que era un cultiu predominant tant a Espanya com a Portugal en aquell moment.

### Patata

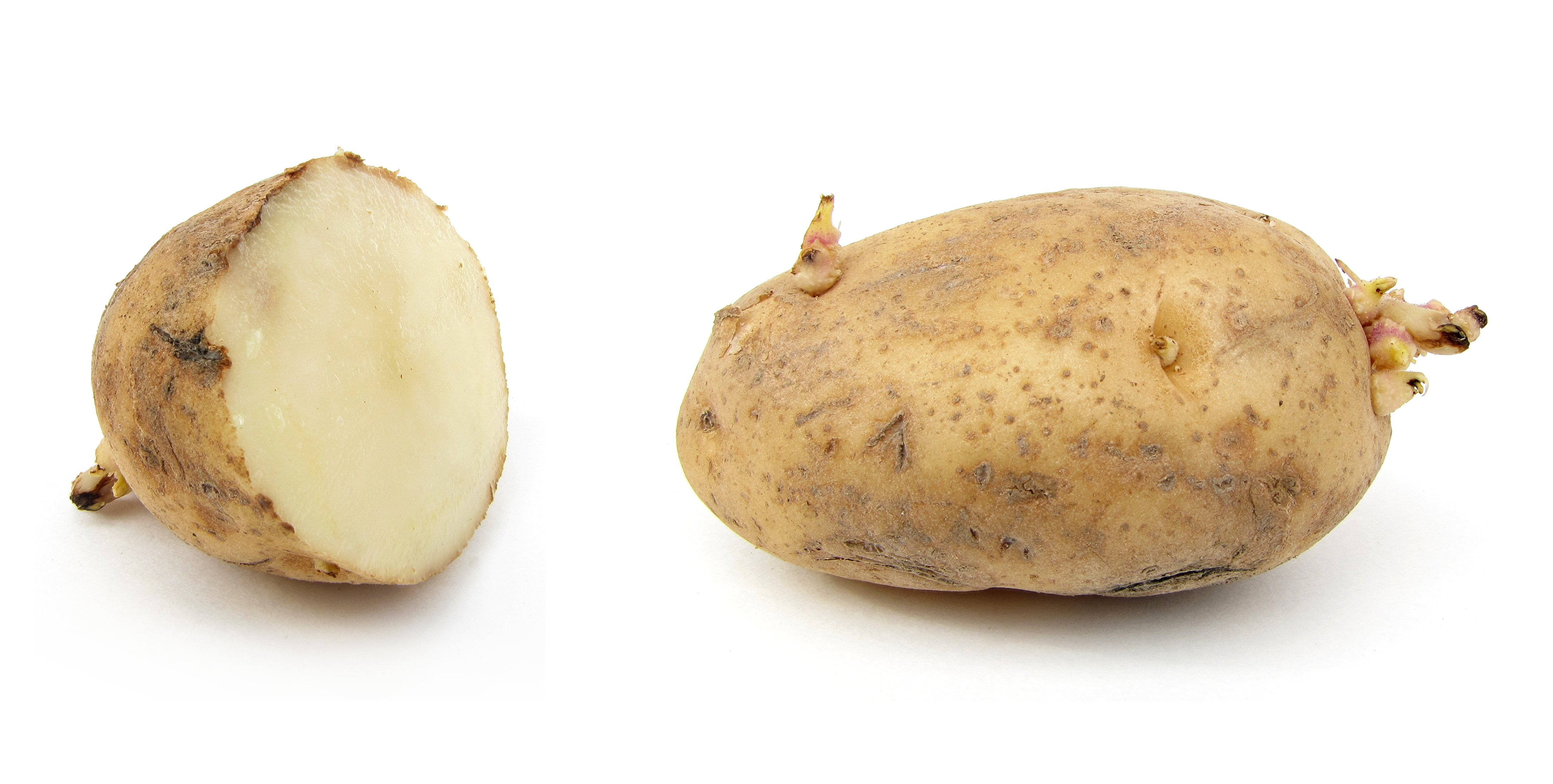
Patates russet amb brots

El cultiu del tubercle conegut com patata es va originar a la regió sud del Perú. La patata va ser el principal cultiu bàsic de l'Imperi Inca i va tenir una popularitat similar a l'Imperi espanyol. Els exèrcits i obrers espanyols van adoptar el cultiu com a producte bàsic per la relativa facilitat associada a la seva producció. Els pagesos també van adoptar el conreu a mesura que avançava el segle XVI. La patata va continuar estenent-se ràpidament per tot Europa on, al segle XIX, havia substituït el nap i la colina com els principals aliments bàsics.

### Mongetes
Mentre que les mongetes feia temps que existien a Europa i Àsia. Els fesols comuns, lima i sieva són alguns dels nous tipus de mongetes que es van introduir a Europa després dels viatges inicials de Colom. Els nadius havien reconegut durant molt de temps els beneficis rics en proteïnes dels fesols. Els espanyols van adoptar ràpidament els nous fesols a la seva dieta.

### Tomàquets
Els tomàquets havien estat populars durant molt de temps a Amèrica del Sud, on els pobles autòctons del Perú els cultivaven i els comercialitzaven. Les conquestes de Cortès al segle XVI van donar lloc a la introducció de conreus a Espanya i després a Europa. El cultiu va créixer bé en sòls mediterranis i va créixer ràpidament en popularitat. El primer llibre de cuina descobert amb receptes de tomàquet es va publicar a Nàpols el 1692. :17L'historiador culinari Alan Davidson argumenta que el tomàquet i la patata van ser tractats inicialment amb sospita a causa de la seva similitud amb la planta verinosa de la belladona. Això explica que la societat espanyola va tardar inicialment en incorporar el tomàquet a la seva dieta (en relació amb la popularitat inicial d'altres aliments, com la xocolata i el blat de moro).

### Pebrots nous
Colom havia registrat almenys dos nous tipus de pebrots després del seu primer viatge. Espanya, arran de la trobada inicial de Colom, va incorporant progressivament aquests nous pebrots a les seves dietes i els va estendre per tot Europa. La propagació del pebrot al Vell Món depenia de les xarxes comercials preexistents per Europa, Àfrica, Àsia i el Pròxim Orient. Els portuguesos i otomans van ser més influents en la difusió del complex alimentari mesoamericà per Europa que els espanyols (que van introduir els conreus en primer lloc). El 1543, es van publicar les primeres il·lustracions europees de pebrots en una herba alemanya. Els pebrots del Nou Món van començar a substituir els pebrots preexistents d'Àfrica i Àsia.

### Carabassa
Les poblacions natives d'Amèrica feia temps que confiaven en la carbassa, juntament amb el blat de moro i les mongetes, com a aliments bàsics per als seus pobles. Els espanyols que van portar aquest cultiu a Europa van trobar un ús pràctic similar en el cultiu i el van adoptar com a element bàsic. La carbassa era coneguda a l'Imperi Turc el 1539. Això podria haver estat el resultat de béns portats de jueus i musulmans espanyols expulsats. Si això és cert, planteja una qüestió interessant sobre com l'expulsió de jueus i musulmans de la península Ibèrica va alterar la resta del Vell Món. Els jueus i musulmans que abandonaven la península portarien amb ells béns, costums i tradicions de la península ibèrica a les seves noves llars. Sens dubte, aquest podria haver estat el motiu pel qual la carbassa hauria arribat als otomans a principis del segle XVI.

### Gall d'indi
Els espanyols s'havien trobat amb galls dindis domesticats a Panamà el 1502. Aquests galls dindis formaven part d'una ruta comercial terrestre preexistent a tota l'Amèrica Central i del Sud realitzada per diversos pobles autòctons. Llavors, els espanyols van portar el gall dindi a Espanya, on es va convertir en un nou tipus de carn popular i consumida per les masses.

## Altres productes replantats
La influència d'alguns productes i aliments procedents del vell món que replantats a Amèrica es van estendre i es van fer populars a la vida europea, a part de jugar papers fastuosos i bàsics.

### Sucre

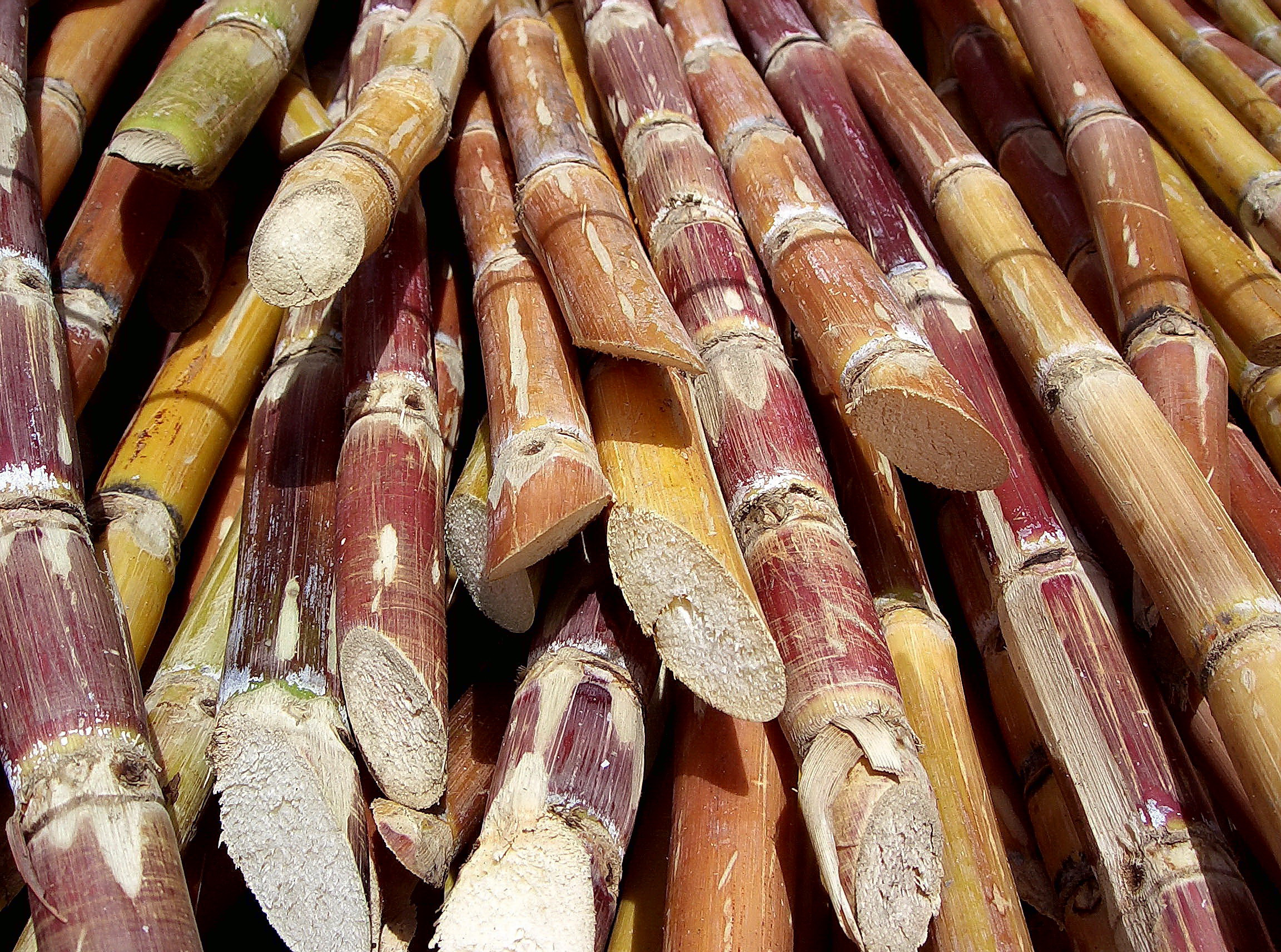
Canya de sucre

Si bé inicialment era un cultiu del subcontinent indi, a partir del moment que Miquel Ballester va implantar el cultiu del sucre al Nou Món, aquest fet va tenir efectes significatius sobre la societat espanyola. El cultiu del sucre del Nou Món va augmentar el poder creixent de les economies espanyola i portuguesa alhora que va augmentar la popularitat del treball esclau (que va tenir greus impactes a les societats africanes, americanes i europees). El sucre dels moriscs de Gandia portat pel Enric el navegant a Madeira des de Sicília el s.XV va començar com una marca d'estatus social entre les classes altes, però a poc a poc va anar baixant cap a les classes més baixes. Aquest desig de sucre reflectia raons socials diferents del simple gust biològicament agradable al paladar. El sociòleg Pierre Bourdieu argumenta que els plaers subjectius, com ara el gust pel sucre, reflecteixen construccions socials i sovint estan determinats pels qui tenien el poder. L'argument de Bourdeieu suggereix, sens dubte, que la popularitat del sucre a la societat europea va ser el resultat del valor percebut que li donaven les classes altes que tenien el poder.

### Cafè

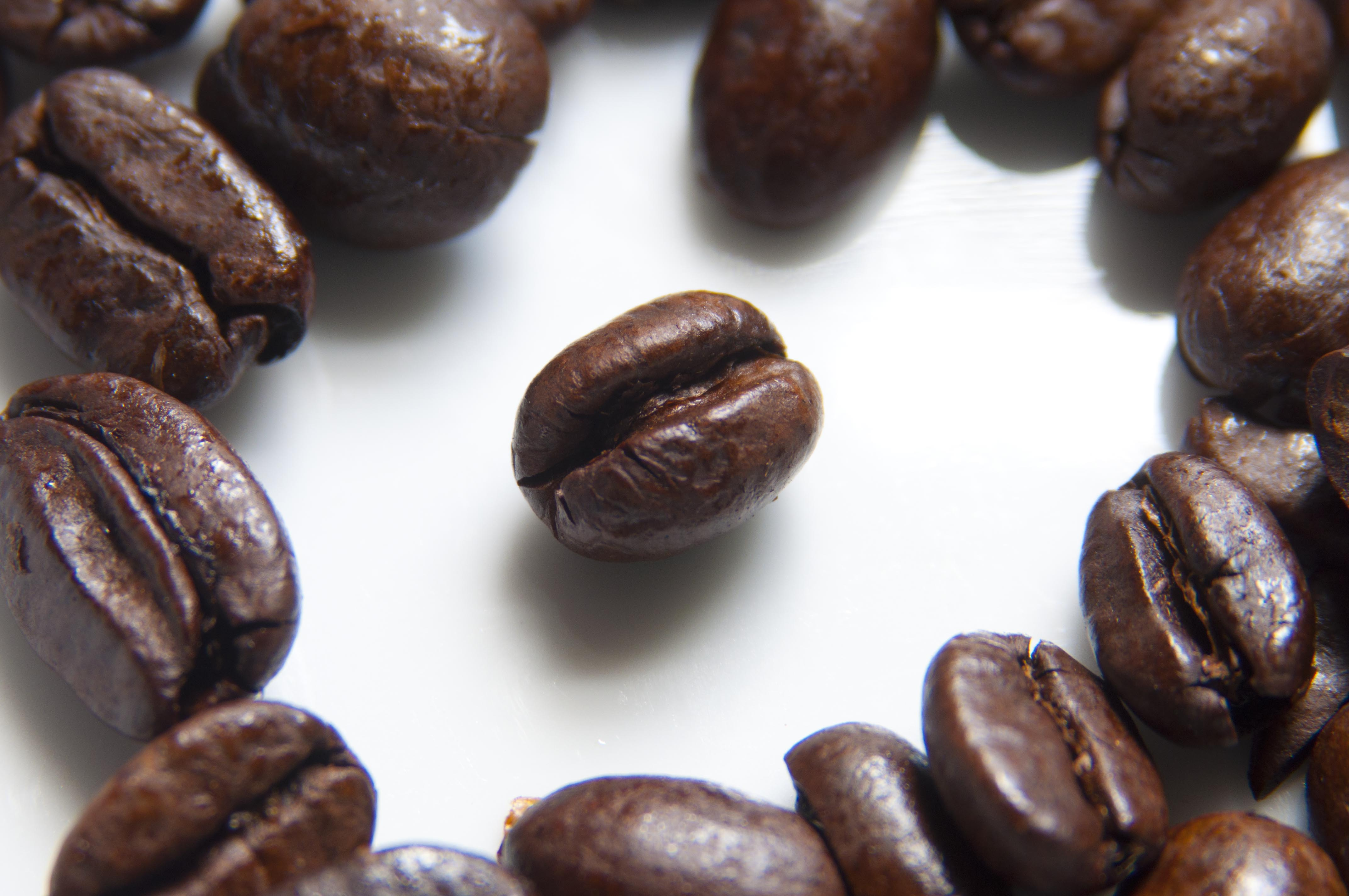
Primer pla de grans de cafè torrat

Tot i que inicialment era un producte etíop, la implantació del cultiu del cafè al Nou Món va augmentar substancialment la seva popularitat entre la població europea. El cultiu i la difusió del cafè a Europa es va iniciar al segle XV al món àrab. L'assimilació de la xocolata als gustos espanyols va obrir el camí al cafè com la nova beguda estimulant calenta per guanyar popularitat a Espanya. Les importacions de cafè fins i tot van superar les de xocolata al segle XVIII. El desig del cafè, com el de la xocolata, es va estendre finalment per incloure totes les classes europees. El cafè, juntament amb la xocolata i el sucre, va estimular un gust creixent pels productes del Nou Món.

### Cotó

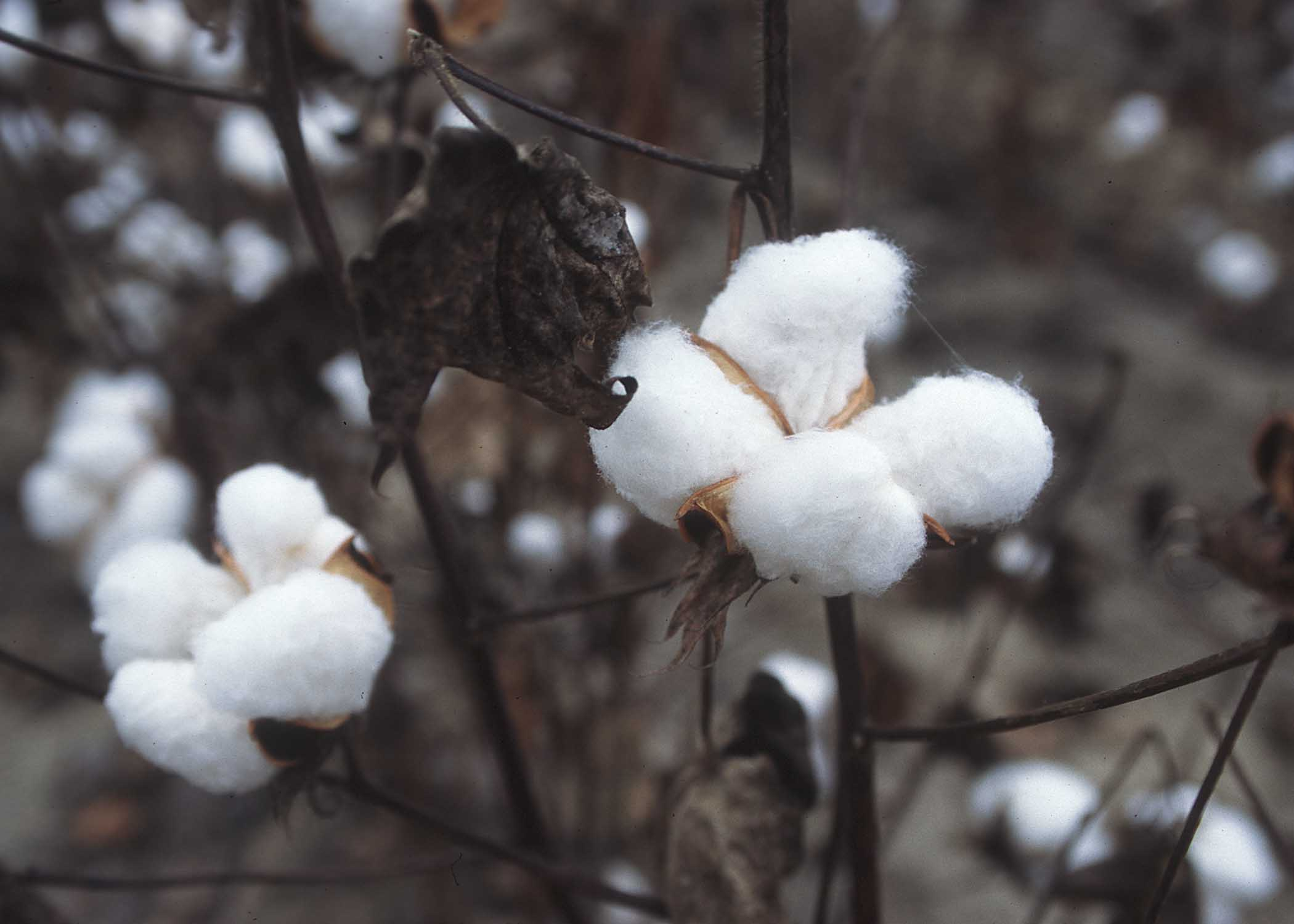
Una planta de cotoner amb el cotó a punt per ser recol·lectat

El cotó va ser conreat originàriament pels habitants de la vall de l'Indus. Tot i que Europa va tenir contacte amb el cultiu abans del descobriment del Nou Món, el seu ús i popularitat van augmentar dràsticament després de la incorporació de plantacions de cotó a les terres americanes recentment adquirides. Colom va trobar teixits de cotó a Nicaragua i Hondures durant el seu quart viatge. Si bé la difusió del cotó a Europa va ser gradual, va arribar a revolucionar la producció de teixits al Vell Món. Aquest cultiu, juntament amb molts altres a les Amèriques, va provocar una demanda creixent de mà d'obra esclava. El cotó arribaria al cim del seu cultiu durant la Revolució Industrial a Europa.

## Conseqüències no socials
L'entrada de nous béns i aliments a Europa a través d'Espanya i Portugal en el segle XVI va tenir efectes significatius en altres aspectes de la història europea, a part dels merament socials.

### Flux de coneixement
Encara que no era necessàriament un bé, el flux de coneixement del Nou Món que va venir amb la introducció dels nous aliments va tenir una enorme influència en la societat europea. El coneixement sobre com conrear els nous aliments va ser fonamental en la primera difusió dels béns mesoamericans a la societat europea. És raonable suposar que l'afluència de coneixement va afegir noves professions a la societat europea alhora que va canviar el funcionament de les professions preexistents, especialment pel que fa a l'agricultura.

### Impacte econòmic

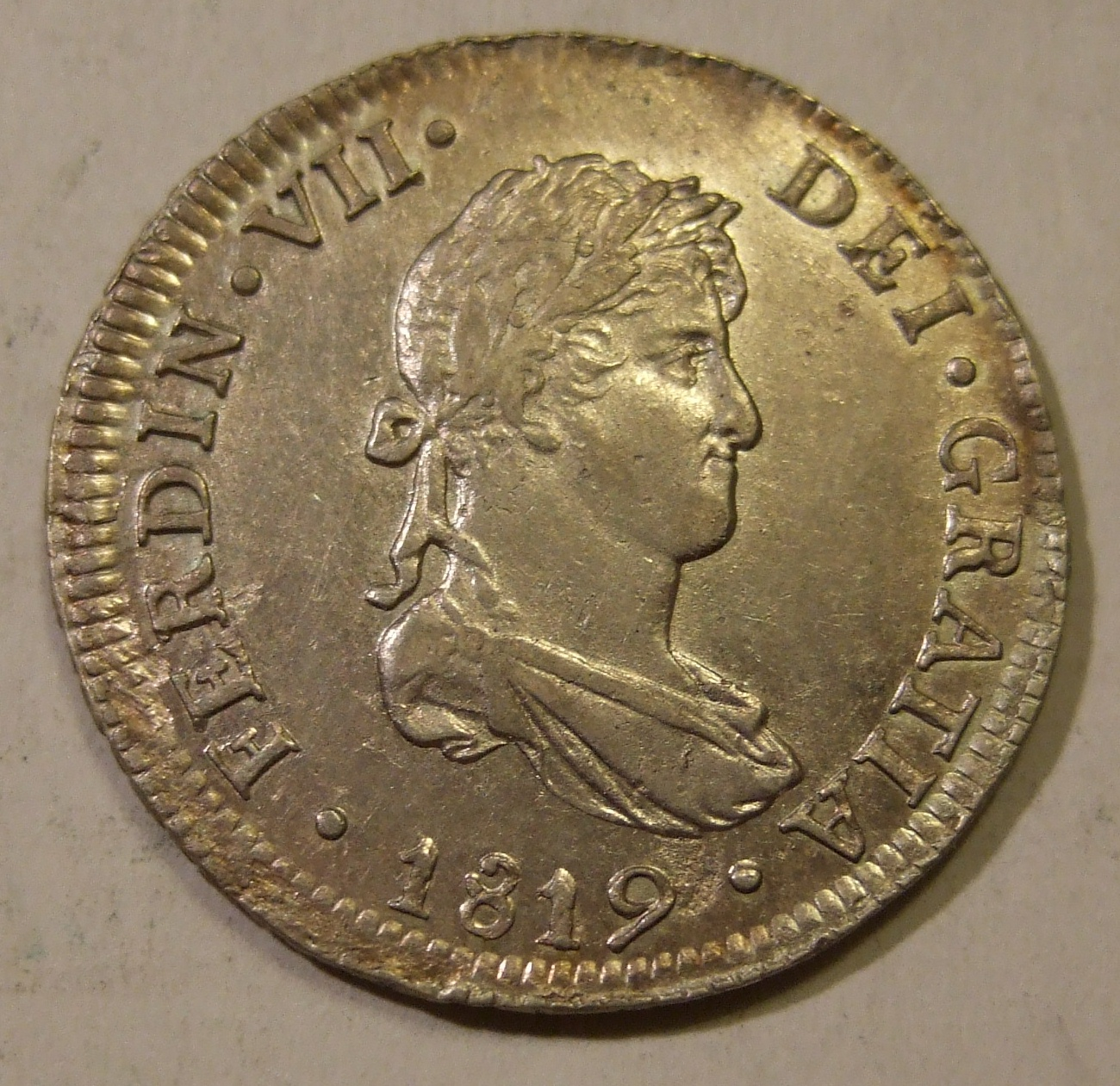
Moneda espanyola

Espanya i Portugal, havent estat les dues primeres nacions europees a començar a mercadejar amb productes del Nou Món, van desenvolupar economies impressionants com a resultat del seu control sobre el comerç de béns i aliments americans a principis del segle XVI. Els desitjos d'estimulants plantats al Nou Món com el cafè i el sucre poden haver motivat la gent a treballar més per obtenir diners per subministrar aquests nous hàbits. Paral·lelament, els accessoris necessaris per a molts d'aquests nous productes (com el tabac i el cafè) van donar lloc a una nova professió orientada a la fabricació de pipes de fang, tabaquers, pots de xocolata de porcellana, etc.
Els països europeus van aprofitar totes les oportunitats per treure profit dels seus imperis; utilitzant el treball forçat. Quan el Papa va prohibir l'ús del treball forçat per part dels nadius, els europeus es van dirigir a l'esclavitud africana. La demanda de béns del Nou Món, com la xocolata, va provocar un creixement enorme del tràfic d'esclaus transatlàntic durant els segles XVI i XVII. El tràfic d'esclaus va tenir efectes devastadors en les societats de diverses nacions africanes.
Weber destaca la falla quan afirma: “El malestar econòmic que va afectar les colònies nord-americanes d'Espanya reflectia la feblesa de la pròpia economia espanyola, construïda tradicionalment sobre l'exportació de matèries primeres i la importació de productes manufacturats”.
L'economia espanyola, en espiral amb la inflació, passaria a dependre de les importacions estrangeres i de productes manufacturats. La important quantitat de plata retornada a Espanya i Portugal va crear inflació a Europa. Per a Espanya, el període s'anomena revolució de preus. la inflació espanyola havia augmentat les manufactures nacionals i les havia fet poc competitives.Weber es basa en la incapacitat espanyola per capitalitzar els mercats comercials quan afirma: "El cost del transport més els beneficis per a nombrosos intermediaris i els drets de duana interns addicionals (alcabales) al llarg del camí van fer que el preu d'alguns articles augmentava molt el seu valor de Veracruz o Ciutat de Mèxic pel moment en què arribaven a la frontera”.
La incapacitat de la corona per establir una ruta comercial eficient i la col·locació d'aranzels elevats desanimaria els comerciants i comerciants de pràctiques comercials legítimes. Les colònies d'Espanya a les Amèriques aviat patirien, ja que els comerciants i comerciants es dedicarien a altres formes de comerç. Weber ho resumeix quan afirma: “Tant per als proveïdors com per als consumidors, els preus tan alts artificialment feien que el contraban fos tan atractiu que potser dos terços de tot el comerç de tot l'imperi espanyol consistia en comerç il·legal, gran part amb estrangers... va augmentar a mesura que l'anglès i el francès. els comerciants es van fer més nombrosos i propers”.

### Impacte religiós
La carn a l'Amèrica espanyola va portar al seu ús a la cuina amb oli d'oliva. El papa Pius III, en reconeixement de la base carn de la seva dieta, va concedir una exempció de trenta anys del dejuni als colons. Això va comportar una major dependència de la carn en la dieta hispanoamericana i va continuar sent un fet habitual a la cuina després d'aquests trenta anys. De la mateixa manera, la restricció catòlica de la carn els divendres va provocar noves innovacions en la cuina amb aliments americans recentment descoberts.

### Impacte polític

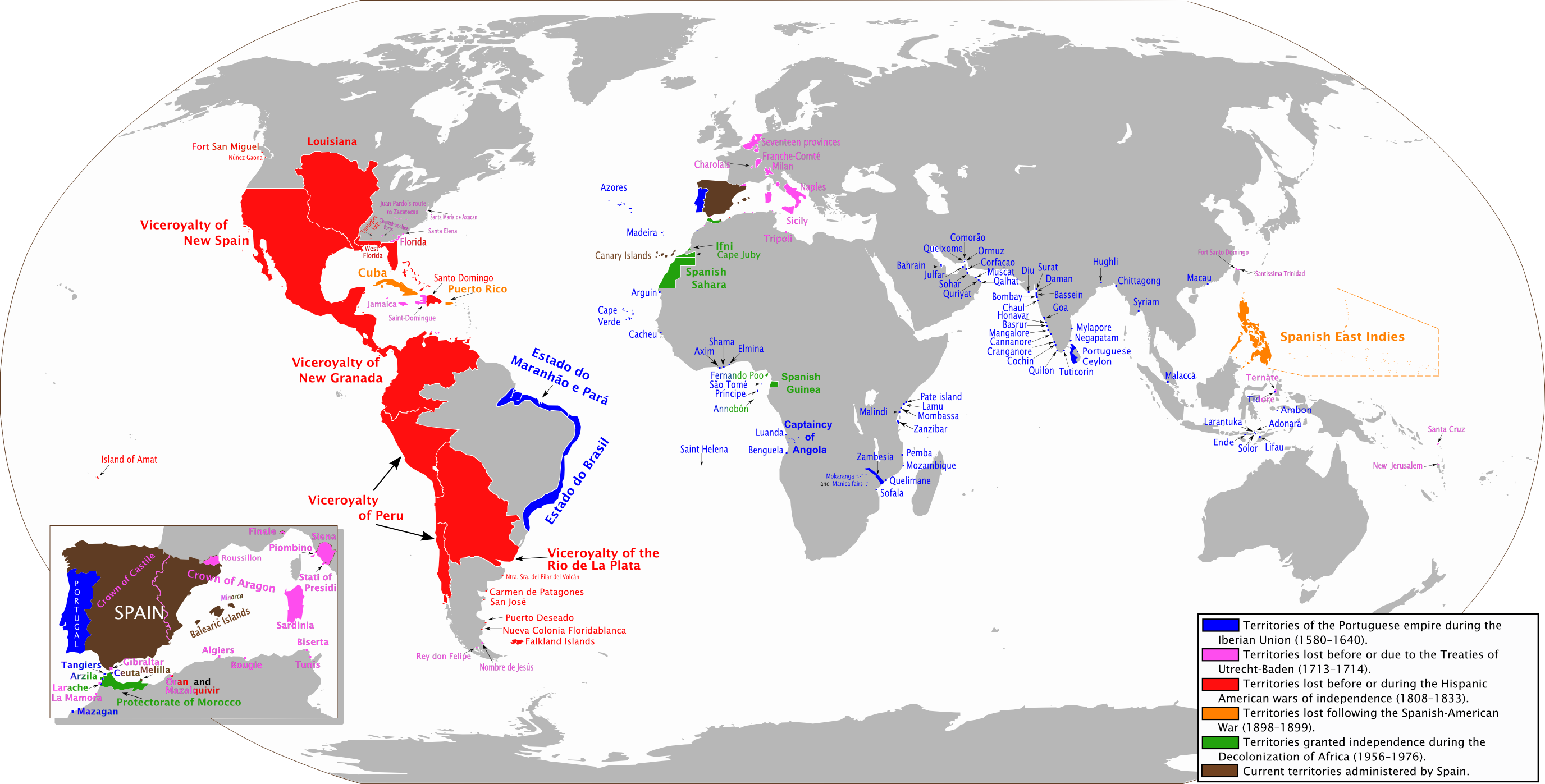
Un mapa de l'època que mostra zones pertanyents a l'Imperi espanyol en diferents moments durant un període d'uns 400 anys.

Malgrat l'exclusió comercial mútua que hi havia entre Espanya i Portugal a principis del segle XVI, els comerciants portuguesos solien intercanviar mercaderies amb els espanyols. Això va portar a un domini portuguès en el comerç del pebre dins d'Europa. El comerç portuguès amb el Nou Món va florir malgrat el Tractat de Tordesillas per raó del comerç il·lícit amb comerciants portuguesos per portar esclaus africans i altres mercaderies comercials a les colònies. El comerç clandestí entre Espanya i Portugal es va intensificar pel comerç d'esclaus africans i es va consolidar com a cultius mútuament beneficiosos (com ara blat de moro, cereals, carabassa i fesols es van comerciar entre les nacions). Venècia, Gènova i Florència (entre altres nacions del Vell Món) depenien de la península ibèrica per als béns del Nou Món a principis del segle XVI.
Si no fos per la incorporació dels "aliments miracle" meso-americans, Europa potser no hauria sortit dels seus cicles de fam i inanició del segle XVI. La dependència d'Espanya i Portugal dels béns del Nou Món va perpetuar la seva colonització arreu del món. Això, al seu torn, va fer que Espanya i Portugal esdevinguessin les dues primeres potències mundials als segles XVI i XVII.
L'enorme riquesa extreta d'Amèrica i l'acumulació de grans recursos a la part superior de la cadena alimentària van tenir alguns efectes dominants els països europeus. Robert Patch assenyala que "l'estat va tenir un paper protagonista en l'acumulació de capital sota el colonialisme. La Venda de Magistratures va començar a la dècada de 1670, quan el govern de l'últim rei dels Habsburg, Carles II, va introduir la mesura en un intent desesperat d'aprofitar totes les possibles fonts d'ingressos.

### Impacte cultural
A finals de la dècada de 1630, era cada cop més comú trobar representacions d'accessoris de xocolata en pintures de natura morta.